# ارون اسکندل
ارون اسکندل (انگلیسی: Aarón Escandell؛ زادهٔ ۲۷ سپتامبر ۱۹۹۵) بازیکن فوتبال اهل اسپانیا است.
از باشگاه‌هایی که در آن بازی کرده‌است می‌توان به باشگاه فوتبال گرانادا، باشگاه فوتبال مالاگا، باشگاه فوتبال ویارئال، و باشگاه فوتبال والنسیا اشاره کرد.